# Henri Péronneau (homme politique)
Ne doit pas être confondu avec Henri Péronneau.
Henri Péronneau, né le 18 avril 1856 à Châtel-de-Neuvre (Allier) et mort le 4 mars 1909 à Lausanne (Suisse), est un homme politique français.

## Biographie
Avoué puis avocat, il est juge suppléant à Moulins. Conseiller municipal en 1884, il est adjoint au maire de Moulins de 1888 à 1898 et conseiller général de 1895 à 1909. Il fonde la loge "l'équerre" de Moulins. Il est député radical-socialiste de l'Allier de 1898 à 1909, se distinguant par de nombreuses interventions anticléricales.
Il est enterré au cimetière de Moulins.